# Castro Barros (ort i Argentina)
Castro Barros är en ort i Argentina.   Den ligger i provinsen La Rioja, i den centrala delen av landet, 800 km nordväst om huvudstaden Buenos Aires. Castro Barros ligger 236 meter över havet och antalet invånare är 4 322.
Terrängen runt Castro Barros är platt. Runt Castro Barros är det mycket glesbefolkat, med 3 invånare per kvadratkilometer..
Omgivningarna runt Castro Barros är i huvudsak ett öppet busklandskap.